# 2. Liga (Polen) 2003/04
Die 2. Liga 2003/04 war die 56. Spielzeit der zweithöchsten polnischen Fußball-Spielklasse der Herren. Sie begann am 8. August 2003 und endete am 11. Juni 2004.

## Modus
Die Saison startete mit 18 Mannschaften. Nach der Hinrunde zogen Błękitni Stargard Szczeciński und KSZO Ostrowiec Świętokrzyski zurück. Die verbliebenen 16 Vereine beendeten die Saison nach 30 Spieltagen.
Der Meister und Vizemeister stiegen direkt in die 1. Liga auf, während der Drittplatzierte über die Play-offs aufsteigen konnte. Die Vereine auf den Plätzen 11 bis 14 spielten in der Relegation gegen den Abstieg. Die Teams ab Platz 15 stiegen direkt in die 3. Liga ab.

## Vereine
| Verein                        | Stadt                   |
| ----------------------------- | ----------------------- |
| GKS Bełchatów                 | Bełchatów               |
| Jagiellonia Białystok         | Białystok               |
| Podbeskidzie Bielsko-Biała    | Bielsko-Biała           |
| Ruch Chorzów                  | Chorzów                 |
| Arka Gdynia                   | Gdynia                  |
| Piast Gliwice                 | Gliwice                 |
| Tłoki Gorzyce                 | Gorzyce                 |
| Szczakowianka Jaworzno        | Jaworzno                |
| Aluminium Konin               | Konin                   |
| KS Cracovia                   | Krakau                  |
| ŁKS Łódź                      | Łódź                    |
| Zagłębie Lubin                | Lubin                   |
| Stasiak Opoczno               | Opoczno                 |
| KSZO Ostrowiec Świętokrzyski  | Ostrowiec Świętokrzyski |
| RKS Radomsko                  | Radomsko                |
| Błękitni Stargard Szczeciński | Stargard                |
| Pogoń Stettin                 | Stettin                 |
| Polar Wrocław                 | Wrocław                 |

## Abschlusstabelle
| Pl. | Verein                              | Sp. | S  | U  | N  | Tore    | Diff. | Punkte |
| --- | ----------------------------------- | --- | -- | -- | -- | ------- | ----- | ------ |
| 1.  | Pogoń Stettin (A)                   | 30  | 18 | 8  | 4  | 060:220 | +38   | 62     |
| 2.  | Zagłębie Lubin (A)                  | 30  | 18 | 7  | 5  | 041:250 | +16   | 61     |
| 3.  | KS Cracovia (N)                     | 30  | 17 | 6  | 7  | 055:240 | +31   | 57     |
| 4.  | GKS Bełchatów                       | 30  | 17 | 6  | 7  | 047:250 | +22   | 57     |
| 5.  | Szczakowianka Jaworzno (A) 1        | 30  | 19 | 5  | 6  | 057:340 | +23   | 52     |
| 6.  | RKS Radomsko                        | 30  | 15 | 7  | 8  | 041:240 | +17   | 52     |
| 7.  | Podbeskidzie Bielsko-Biała          | 30  | 12 | 4  | 14 | 037:450 | −8    | 40     |
| 8.  | ŁKS Łódź                            | 30  | 10 | 9  | 11 | 028:340 | −6    | 39     |
| 9.  | Jagiellonia Białystok (N)           | 30  | 10 | 7  | 13 | 035:420 | −7    | 37     |
| 10. | Piast Gliwice (N)                   | 30  | 11 | 3  | 16 | 033:430 | −10   | 36     |
| 11. | Ruch Chorzów (A)                    | 30  | 7  | 14 | 9  | 034:370 | −3    | 35     |
| 12. | Stasiak Opoczno                     | 30  | 7  | 9  | 14 | 031:370 | −6    | 30     |
| 13. | Arka Gdynia                         | 30  | 5  | 14 | 11 | 025:370 | −12   | 29     |
| 14. | Tłoki Gorzyce                       | 30  | 5  | 11 | 14 | 028:420 | −14   | 26     |
| 15. | Polar Wrocław                       | 30  | 5  | 5  | 20 | 023:690 | −46   | 20     |
| 16. | Aluminium Konin                     | 30  | 3  | 7  | 20 | 015:500 | −35   | 16     |
| 17. | Błękitni Stargard Szczeciński (N) 2 | 0   | 0  | 0  | 0  | 000:000 | ±0    | 0      |
| 18. | KSZO Ostrowiec Świętokrzyski (A) 3  | 0   | 0  | 0  | 0  | 000:000 | ±0    | 0      |

Platzierungskriterien: 1. Punkte – 2. Direkter Vergleich (Punkte, Tordifferenz, geschossene Tore) – 3. Tordifferenz – 4. geschossene Tore

| (A) | Absteiger aus der 1. Liga 2002/03 |
| (N) | Neuaufsteiger aus der 3. Liga     |

## Play-offs
Die Spiele fanden am 19. und 26. Juni 2004 statt.
|             | Gesamt |                  | Hinspiel | Rückspiel |
| ----------- | ------ | ---------------- | -------- | --------- |
| KS Cracovia | 8:0    | Górnik Polkowice | 4:0      | 4:0       |

## Relegation
Die Vereine auf den Plätzen 11 bis 14 spielten gegen einen der vier Gruppenzweiten aus der 3. Liga.
|                | Gesamt |                 | Hinspiel | Rückspiel |
| -------------- | ------ | --------------- | -------- | --------- |
| Stal Rzeszów   | 1:3    | Ruch Chorzów    | 1:1      | 0:2       |
| Unia Janikowo  | 0:2    | Stasiak Opoczno | 0:0      | 0:2       |
| Śląsk Wrocław  | 1:2    | Arka Gdynia     | 0:0      | 1:2       |
| Radomiak Radom | 4:3    | Tłoki Gorzyce   | 3:1      | 1:2       |